# Le Mêle-sur-Sarthe
Le Mêle-sur-Sarthe is een gemeente in het Franse departement Orne (regio Normandië). De plaats maakt deel uit van het arrondissement Alençon. Le Mêle-sur-Sarthe telde op 1 januari 2022 659 inwoners.

## Geografie
De oppervlakte van Le Mêle-sur-Sarthe bedroeg op 1 januari 2022 0,62 vierkante kilometer; de bevolkingsdichtheid was toen 1.062,9 inwoners per km².

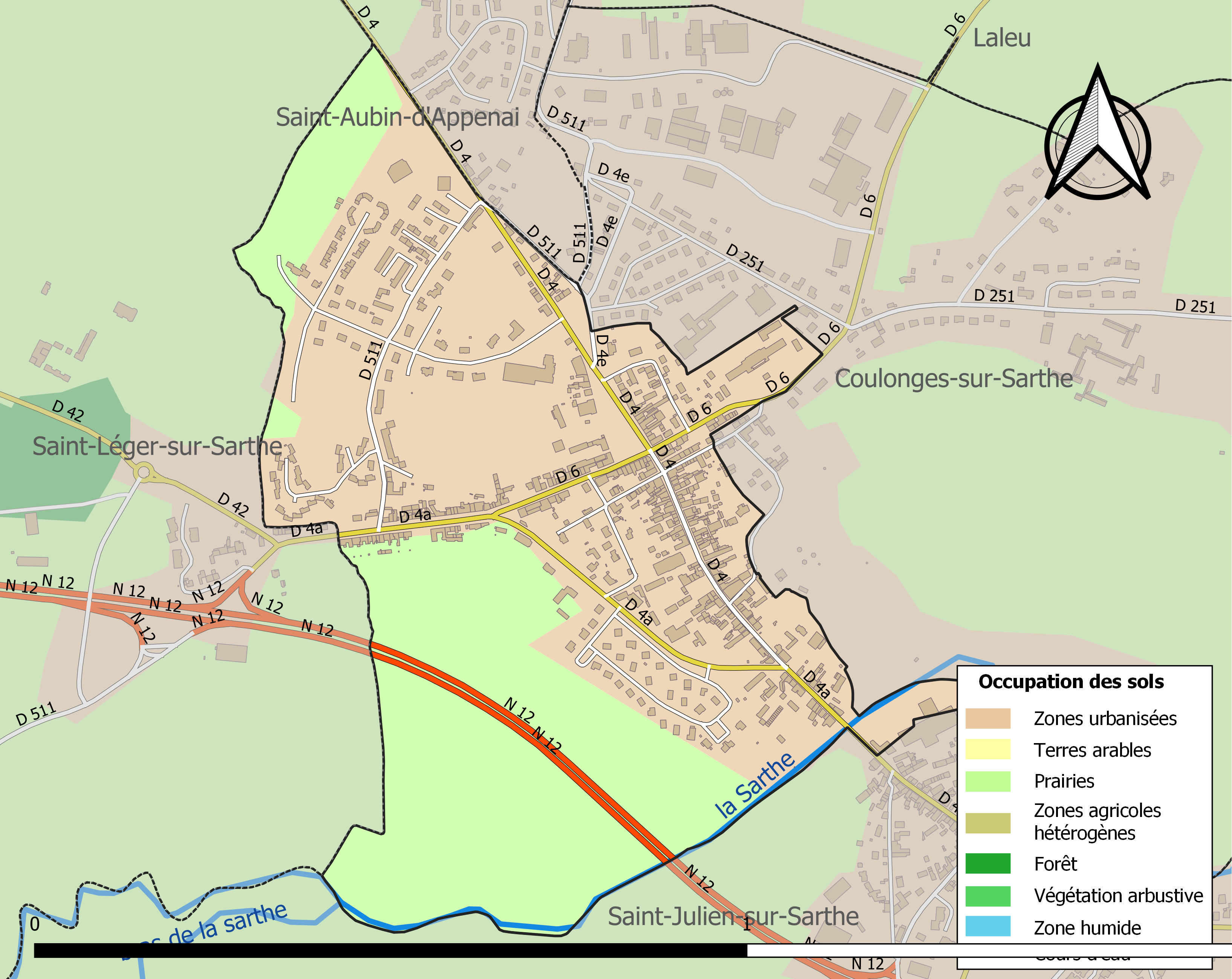
Kaart van de gemeente met belangrijkste infrastructuur, bodemgebruik en omliggende gemeenten

## Demografie
Onderstaande figuur toont het verloop van het inwonertal (bron: INSEE-tellingen).